# Grand Prix de Denain 2022
La 63e édition du Grand Prix de Denain a lieu le 17 mars 2022. Elle fait partie du calendrier UCI ProSeries 2022 (deuxième niveau mondial) en catégorie 1.Pro et constitue l'une des manches de la Coupe de France de cyclisme sur route 2022. Le vainqueur en est l'Allemand Maximilian Walscheid.

## Présentation

### Parcours
Le parcours compte 200,3 km constitués de quatre boucles avec un total de 20,8 km de secteurs pavés répartis en 12 secteurs. La boucle n°1 couvre 39,6 km, la boucle n°2 est la plus longue avec 60 km alors que les boucles 3 et 4 sont identiques et comptabilisent 50,3 km avec les 12 secteurs pavés.

### Équipes
Vingt équipes participent à ce Grand Prix de Denain : huit WorldTeams, huit équipes continentales professionnelles et quatre équipes continentales.
| WorldTeams (8)- AG2R Citroën Team - Bora-Hansgrohe - Cofidis - Groupama-FDJ - Ineos Grenadiers - Intermarché-Wanty-Gobert Matériaux - Jumbo-Visma - UAE Team Emirates ProTeams (8)- Alpecin-Fenix - Arkéa-Samsic - Bardiani-CSF-Faizanè - B&B Hotels-KTM - Bingoal Pauwels Sauces WB - Sport Vlaanderen-Baloise - TotalEnergies - Uno-X Pro Cycling Team Équipes continentales (4)- Go Sport-Roubaix Lille Métropole - Nice Métropole Côte d'Azur - Saint Michel-Auber 93 - UC Nantes Atlantique |
| |

## Récit de la course
Cinq hommes partent à l'attaque dans le long secteur pavé de 2 500 m à une trentaine de kilomètres de l'arrivée. Ces coureurs sont les coéquipiers de la formation Ineos-Grenadiers Jhonatan Narvaez, Ben Turner et Magnus Sheffield ainsi que Primož Roglič (Jumbo Visma) et Damien Touzé (AG2R-Citroën). Mais ils sont repris à moins d'1,5 km du terme. Le peloton se dispute la victoire. Max Walscheid (Cofidis) remporte le sprint devant Dries De Bondt (Alpecin Fenix).

## Classement final

### Classement général
| \| Classement général \| Classement général \| Classement général \| Classement général \| Classement général \| \| Coureur \| Coureur \| Pays \| Équipe \| Temps \| \| ------------------ \| ------------------ \| ------------------ \| ---------------------------------- \| ------------------ \| \| 1er \| Max Walscheid \| Allemagne \| Cofidis \| 4 h 42 min 24 s \| \| 2e \| Dries De Bondt \| Belgique \| Alpecin-Fenix \| + 0 s \| \| 3e \| Adrien Petit \| France \| Intermarché-Wanty-Gobert Matériaux \| + 0 s \| \| 4e \| Pierre Barbier \| France \| B&B Hotels-KTM \| + 0 s \| \| 5e \| Marc Sarreau \| France \| AG2R Citroën Team \| + 0 s \| \| 6e \| Sandy Dujardin \| France \| TotalEnergies \| + 0 s \| \| 7e \| Amaury Capiot \| Belgique \| Arkéa-Samsic \| + 0 s \| \| 8e \| Samuel Leroux \| France \| Go Sport-Roubaix Lille Métropole \| + 0 s \| \| 9e \| Robbe Ghys \| Belgique \| Sport Vlaanderen-Baloise \| + 0 s \| \| 10e \| Bram Welten \| Pays-Bas \| Groupama-FDJ \| + 0 s \| |                |           |                                    |                 |
| |                |           |                                    |                 |
| Source : ProCyclingStats |                |           |                                    |                 |
| Classement général |                |           |                                    |                 |
| Coureur | Coureur        | Pays      | Équipe                             | Temps           |
| 1er | Max Walscheid  | Allemagne | Cofidis                            | 4 h 42 min 24 s |
| 2e | Dries De Bondt | Belgique  | Alpecin-Fenix                      | + 0 s           |
| 3e | Adrien Petit   | France    | Intermarché-Wanty-Gobert Matériaux | + 0 s           |
| 4e | Pierre Barbier | France    | B&B Hotels-KTM                     | + 0 s           |
| 5e | Marc Sarreau   | France    | AG2R Citroën Team                  | + 0 s           |
| 6e | Sandy Dujardin | France    | TotalEnergies                      | + 0 s           |
| 7e | Amaury Capiot  | Belgique  | Arkéa-Samsic                       | + 0 s           |
| 8e | Samuel Leroux  | France    | Go Sport-Roubaix Lille Métropole   | + 0 s           |
| 9e | Robbe Ghys     | Belgique  | Sport Vlaanderen-Baloise           | + 0 s           |
| 10e | Bram Welten    | Pays-Bas  | Groupama-FDJ                       | + 0 s           |

### Classement UCI
La course attribue des points au classement mondial UCI 2022 selon le barème suivant :
| Position           | 1er | 2e  | 3e  | 4e  | 5e | 6e | 7e | 8e | 9e | 10e | 11e | 12e | 13e | 14e | 15e | 16e à 30e | 31e à 40e |
| Classement général | 200 | 150 | 125 | 100 | 85 | 70 | 60 | 50 | 40 | 35  | 30  | 25  | 20  | 15  | 10  | 5         | 3         |

## Liste des participants
| Jumbo-Visma TJV | Jumbo-Visma TJV           | Jumbo-Visma TJV |
| --------------- | ------------------------- | --------------- |
| Num             | Coureur                   | Pos             |
| 1               | Primož Roglič (SLO)       | 37e             |
| 2               | David Dekker (NED)        | 52e             |
| 3               | Pascal Eenkhoorn (NED)    | AB              |
| 4               | Jonas Vingegaard (DEN)    | 76e             |
| 5               | Timo Roosen (NED) (route) | 11e             |
| 6               | Mick van Dijke (NED)      | 81e             |
| 7               | Lennard Hofstede (NED)    | AB              |

| Ineos Grenadiers IGD | Ineos Grenadiers IGD   | Ineos Grenadiers IGD |
| -------------------- | ---------------------- | -------------------- |
| Num                  | Coureur                | Pos                  |
| 11                   | Daniel Martínez (COL)  | 29e                  |
| 12                   | Kim Heiduk (GER)       | 26e                  |
| 13                   | Jhonatan Narváez (ECU) | 34e                  |
| 14                   | Magnus Sheffield (USA) | 43e                  |
| 15                   | Ben Turner (GBR)       | 41e                  |

| UAE Team Emirates UAD | UAE Team Emirates UAD      | UAE Team Emirates UAD |
| --------------------- | -------------------------- | --------------------- |
| Num                   | Coureur                    | Pos                   |
| 21                    | Pascal Ackermann (GER)     | AB                    |
| 22                    | Alexys Brunel (FRA)        | AB                    |
| 23                    | Rui Oliveira (POR)         | 15e                   |
| 24                    | Felix Groß (GER)           | 77e                   |
| 25                    | Vegard Stake Laengen (NOR) | AB                    |
| 26                    | Joël Suter (SUI)           | 86e                   |
| 27                    | Maximiliano Richeze (ARG)  | AB                    |

| AG2R Citroën Team ACT | AG2R Citroën Team ACT        | AG2R Citroën Team ACT |
| --------------------- | ---------------------------- | --------------------- |
| Num                   | Coureur                      | Pos                   |
| 32                    | Paul Lapeira (FRA)           | 28e                   |
| 33                    | Aurélien Paret-Peintre (FRA) | 24e                   |
| 34                    | Damien Touzé (FRA)           | 40e                   |
| 35                    | Antoine Raugel (FRA)         | AB                    |
| 36                    | Marc Sarreau (FRA)           | 5e                    |
| 37                    | Nicolas Prodhomme (FRA)      | 57e                   |

| Bora-Hansgrohe BOH | Bora-Hansgrohe BOH      | Bora-Hansgrohe BOH |
| ------------------ | ----------------------- | ------------------ |
| Num                | Coureur                 | Pos                |
| 42                 | Shane Archbold (NZL)    | AB                 |
| 43                 | Patrick Gamper (AUT)    | AB                 |
| 44                 | Jonas Koch (GER)        | AB                 |
| 45                 | Martin Laas (EST)       | 78e                |
| 46                 | Lukas Pöstlberger (AUT) | AB                 |
| 47                 | Matthew Walls (GBR)     | AB                 |

| Cofidis COF | Cofidis COF             | Cofidis COF |
| ----------- | ----------------------- | ----------- |
| Num         | Coureur                 | Pos         |
| 51          | Max Walscheid (GER)     | 1er         |
| 52          | Piet Allegaert (BEL)    | 33e         |
| 53          | Tom Bohli (SUI)         | AB          |
| 54          | André Carvalho (POR)    | 91e         |
| 55          | Wesley Kreder (NED)     | 53e         |
| 56          | Kenneth Vanbilsen (BEL) | 69e         |
| 57          | Jelle Wallays (BEL)     | 70e         |

| Groupama-FDJ GFC | Groupama-FDJ GFC         | Groupama-FDJ GFC |
| ---------------- | ------------------------ | ---------------- |
| Num              | Coureur                  | Pos              |
| 61               | Lewis Askey (GBR)        | 46e              |
| 62               | Clément Davy (FRA)       | 72e              |
| 63               | Matthieu Ladagnous (FRA) | 38e              |
| 64               | Fabian Lienhard (SUI)    | 32e              |
| 65               | Bram Welten (NED)        | 10e              |
| 66               | Rait Ärm (EST)           | 36e              |
| 67               | Samuel Watson (GBR)      | 35e              |

| Intermarché-Wanty-Gobert Matériaux IWG | Intermarché-Wanty-Gobert Matériaux IWG | Intermarché-Wanty-Gobert Matériaux IWG |
| -------------------------------------- | -------------------------------------- | -------------------------------------- |
| Num                                    | Coureur                                | Pos                                    |
| 71                                     | Dimitri Claeys (BEL)                   | 44e                                    |
| 72                                     | Julius Johansen (DEN)                  | 51e                                    |
| 73                                     | Hugo Page (FRA)                        | 16e                                    |
| 74                                     | Adrien Petit (FRA)                     | 3e                                     |
| 76                                     | Taco van der Hoorn (NED)               | 71e                                    |
| 77                                     | Kévin Van Melsen (BEL)                 | 42e                                    |

| Alpecin-Fenix AFC | Alpecin-Fenix AFC              | Alpecin-Fenix AFC |
| ----------------- | ------------------------------ | ----------------- |
| Num               | Coureur                        | Pos               |
| 81                | Dries De Bondt (BEL)           | 2e                |
| 82                | Floris De Tier (BEL)           | AB                |
| 83                | Maurice Ballerstedt (GER)      | 89e               |
| 84                | Guillaume Van Keirsbulck (BEL) | 31e               |
| 85                | Edward Planckaert (BEL)        | AB                |
| 86                | Julien Vermote (BEL)           | AB                |
| 87                | Ayco Bastiaens (BEL)           | 61e               |

| Arkéa-Samsic ARK | Arkéa-Samsic ARK        | Arkéa-Samsic ARK |
| ---------------- | ----------------------- | ---------------- |
| Num              | Coureur                 | Pos              |
| 91               | Dayer Quintana (COL)    | AB               |
| 92               | Amaury Capiot (BEL)     | 7e               |
| 93               | Christophe Noppe (BEL)  | AB               |
| 95               | Markus Pajur (EST)      | 65e              |
| 96               | Benjamin Declercq (BEL) | AB               |
| 97               | Kévin Vauquelin (FRA)   | 25e              |

| Bardiani CSF Faizanè BCF | Bardiani CSF Faizanè BCF     | Bardiani CSF Faizanè BCF |
| ------------------------ | ---------------------------- | ------------------------ |
| Num                      | Coureur                      | Pos                      |
| 101                      | Enrico Battaglin (ITA)       | 67e                      |
| 102                      | Jhonatan Cañaveral (COL)     | 54e                      |
| 103                      | Luca Colnaghi (ITA)          | AB                       |
| 105                      | Alessandro Santaromita (ITA) | AB                       |
| 106                      | Enrico Zanoncello (ITA)      | AB                       |
| 107                      | Samuele Zoccarato (ITA)      | AB                       |

| B&B Hotels-KTM BBK | B&B Hotels-KTM BBK     | B&B Hotels-KTM BBK |
| ------------------ | ---------------------- | ------------------ |
| Num                | Coureur                | Pos                |
| 111                | Pierre Barbier (FRA)   | 4e                 |
| 112                | Jens Debusschere (BEL) | 47e                |
| 113                | Quentin Jauregui (FRA) | 56e                |
| 114                | Jérémy Lecroq (FRA)    | AB                 |
| 115                | Cyril Lemoine (FRA)    | 39e                |
| 116                | Julien Morice (FRA)    | 30e                |
| 117                | Luca Mozzato (ITA)     | 27e                |

| Bingoal Pauwels Sauces WB BWB | Bingoal Pauwels Sauces WB BWB | Bingoal Pauwels Sauces WB BWB |
| ----------------------------- | ----------------------------- | ----------------------------- |
| Num                           | Coureur                       | Pos                           |
| 121                           | Stanisław Aniołkowski (POL)   | 85e                           |
| 122                           | Karl Patrick Lauk (EST)       | 19e                           |
| 123                           | Dimitri Peyskens (BEL)        | 63e                           |
| 124                           | Laurenz Rex (BEL)             | AB                            |
| 125                           | Ludovic Robeet (BEL)          | 62e                           |
| 126                           | Bas Tietema (NED)             | 80e                           |
| 127                           | Tom Wirtgen (LUX)             | 23e                           |

| Sport Vlaanderen-Baloise SVB | Sport Vlaanderen-Baloise SVB | Sport Vlaanderen-Baloise SVB |
| ---------------------------- | ---------------------------- | ---------------------------- |
| Num                          | Coureur                      | Pos                          |
| 131                          | Milan Fretin (BEL)           | 48e                          |
| 132                          | Alex Colman (BEL)            | 88e                          |
| 133                          | Sander De Pestel (BEL)       | AB                           |
| 134                          | Robbe Ghys (BEL)             | 9e                           |
| 135                          | Kenneth Van Rooy (BEL)       | 49e                          |
| 136                          | Ward Vanhoof (BEL)           | 17e                          |
| 137                          | Aaron Verwilst (BEL)         | 68e                          |

| TotalEnergies TEN | TotalEnergies TEN         | TotalEnergies TEN |
| ----------------- | ------------------------- | ----------------- |
| Num               | Coureur                   | Pos               |
| 141               | Niki Terpstra (NED)       | 45e               |
| 142               | Sandy Dujardin (FRA)      | 6e                |
| 143               | Christopher Lawless (GBR) | AB                |
| 144               | Lorrenzo Manzin (FRA)     | AB                |
| 145               | Jérémy Cabot (FRA)        | 90e               |

| Uno-X Pro Cycling Team UXT | Uno-X Pro Cycling Team UXT   | Uno-X Pro Cycling Team UXT |
| -------------------------- | ---------------------------- | -------------------------- |
| Num                        | Coureur                      | Pos                        |
| 151                        | Erik Nordsæter Resell (NOR)  | 55e                        |
| 152                        | Lars Saugstad (NOR)          | 58e                        |
| 153                        | Fredrik Dversnes (NOR)       | AB                         |
| 154                        | William Blume Levy (DEN)     | 13e                        |
| 155                        | Martin Bugge Urianstad (NOR) | 50e                        |
| 156                        | Kristian Kulset (NOR)        | 75e                        |
| 157                        | Iver Skaarseth (NOR)         | 66e                        |

| Go Sport-Roubaix Lille Métropole GRL | Go Sport-Roubaix Lille Métropole GRL | Go Sport-Roubaix Lille Métropole GRL |
| ------------------------------------ | ------------------------------------ | ------------------------------------ |
| Num                                  | Coureur                              | Pos                                  |
| 161                                  | Samuel Leroux (FRA)                  | 8e                                   |
| 163                                  | Tom Mainguenaud (FRA)                | AB                                   |
| 164                                  | Evaldas Šiškevičius (LTU)            | 20e                                  |
| 165                                  | Valentin Tabellion (FRA)             | AB                                   |
| 166                                  | Norman Vahtra (EST)                  | 60e                                  |
| 167                                  | Emiel Vermeulen (BEL)                | AB                                   |

| Nice Métropole Côte d'Azur NMC | Nice Métropole Côte d'Azur NMC | Nice Métropole Côte d'Azur NMC |
| ------------------------------ | ------------------------------ | ------------------------------ |
| Num                            | Coureur                        | Pos                            |
| 171                            | Julien Amadori (FRA)           | AB                             |
| 172                            | Kévin Besson (FRA)             | AB                             |
| 173                            | Édouard Bonnefoix (FRA)        | 87e                            |
| 174                            | Jonathan Couanon (FRA)         | 12e                            |
| 175                            | Tristan Delacroix (FRA)        | 73e                            |
| 176                            | Paul Hennequin (FRA)           | 83e                            |
| 177                            | Maxime Urruty (FRA)            | 22e                            |

| Saint Michel-Auber 93 AUB | Saint Michel-Auber 93 AUB  | Saint Michel-Auber 93 AUB |
| ------------------------- | -------------------------- | ------------------------- |
| Num                       | Coureur                    | Pos                       |
| 181                       | Jason Tesson (FRA)         | 59e                       |
| 182                       | Nicolas Debeaumarché (FRA) | 18e                       |
| 183                       | Flavien Maurelet (FRA)     | 14e                       |
| 184                       | Joris Delbove (FRA)        | 64e                       |
| 185                       | Tony Hurel (FRA)           | AB                        |
| 186                       | Yoann Paillot (FRA)        | 74e                       |
| 187                       | Morne van Niekerk (RSA)    | AB                        |

| Team U Nantes Atlantique 194 | Team U Nantes Atlantique 194  | Team U Nantes Atlantique 194 |
| ---------------------------- | ----------------------------- | ---------------------------- |
| Num                          | Coureur                       | Pos                          |
| 191                          | Léo Danès (FRA)               | 82e                          |
| 192                          | Maël Guégan (FRA)             | 21e                          |
| 193                          | Mathias Le Turnier (FRA)      | AB                           |
| 194                          | Emmanuel Morin (FRA)          | 84e                          |
| 195                          | Tom Paquet (LUX)              | 79e                          |
| 196                          | Florian Richard Andrade (FRA) | AB                           |
| 197                          | Louis Richard (FRA)           | AB                           |

| Jumbo-Visma TJV | Jumbo-Visma TJV           | Jumbo-Visma TJV |
| --------------- | ------------------------- | --------------- |
| Num             | Coureur                   | Pos             |
| 1               | Primož Roglič (SLO)       | 37e             |
| 2               | David Dekker (NED)        | 52e             |
| 3               | Pascal Eenkhoorn (NED)    | AB              |
| 4               | Jonas Vingegaard (DEN)    | 76e             |
| 5               | Timo Roosen (NED) (route) | 11e             |
| 6               | Mick van Dijke (NED)      | 81e             |
| 7               | Lennard Hofstede (NED)    | AB              |

| Ineos Grenadiers IGD | Ineos Grenadiers IGD   | Ineos Grenadiers IGD |
| -------------------- | ---------------------- | -------------------- |
| Num                  | Coureur                | Pos                  |
| 11                   | Daniel Martínez (COL)  | 29e                  |
| 12                   | Kim Heiduk (GER)       | 26e                  |
| 13                   | Jhonatan Narváez (ECU) | 34e                  |
| 14                   | Magnus Sheffield (USA) | 43e                  |
| 15                   | Ben Turner (GBR)       | 41e                  |

| UAE Team Emirates UAD | UAE Team Emirates UAD      | UAE Team Emirates UAD |
| --------------------- | -------------------------- | --------------------- |
| Num                   | Coureur                    | Pos                   |
| 21                    | Pascal Ackermann (GER)     | AB                    |
| 22                    | Alexys Brunel (FRA)        | AB                    |
| 23                    | Rui Oliveira (POR)         | 15e                   |
| 24                    | Felix Groß (GER)           | 77e                   |
| 25                    | Vegard Stake Laengen (NOR) | AB                    |
| 26                    | Joël Suter (SUI)           | 86e                   |
| 27                    | Maximiliano Richeze (ARG)  | AB                    |

| AG2R Citroën Team ACT | AG2R Citroën Team ACT        | AG2R Citroën Team ACT |
| --------------------- | ---------------------------- | --------------------- |
| Num                   | Coureur                      | Pos                   |
| 32                    | Paul Lapeira (FRA)           | 28e                   |
| 33                    | Aurélien Paret-Peintre (FRA) | 24e                   |
| 34                    | Damien Touzé (FRA)           | 40e                   |
| 35                    | Antoine Raugel (FRA)         | AB                    |
| 36                    | Marc Sarreau (FRA)           | 5e                    |
| 37                    | Nicolas Prodhomme (FRA)      | 57e                   |

| Bora-Hansgrohe BOH | Bora-Hansgrohe BOH      | Bora-Hansgrohe BOH |
| ------------------ | ----------------------- | ------------------ |
| Num                | Coureur                 | Pos                |
| 42                 | Shane Archbold (NZL)    | AB                 |
| 43                 | Patrick Gamper (AUT)    | AB                 |
| 44                 | Jonas Koch (GER)        | AB                 |
| 45                 | Martin Laas (EST)       | 78e                |
| 46                 | Lukas Pöstlberger (AUT) | AB                 |
| 47                 | Matthew Walls (GBR)     | AB                 |

| Cofidis COF | Cofidis COF             | Cofidis COF |
| ----------- | ----------------------- | ----------- |
| Num         | Coureur                 | Pos         |
| 51          | Max Walscheid (GER)     | 1er         |
| 52          | Piet Allegaert (BEL)    | 33e         |
| 53          | Tom Bohli (SUI)         | AB          |
| 54          | André Carvalho (POR)    | 91e         |
| 55          | Wesley Kreder (NED)     | 53e         |
| 56          | Kenneth Vanbilsen (BEL) | 69e         |
| 57          | Jelle Wallays (BEL)     | 70e         |

| Groupama-FDJ GFC | Groupama-FDJ GFC         | Groupama-FDJ GFC |
| ---------------- | ------------------------ | ---------------- |
| Num              | Coureur                  | Pos              |
| 61               | Lewis Askey (GBR)        | 46e              |
| 62               | Clément Davy (FRA)       | 72e              |
| 63               | Matthieu Ladagnous (FRA) | 38e              |
| 64               | Fabian Lienhard (SUI)    | 32e              |
| 65               | Bram Welten (NED)        | 10e              |
| 66               | Rait Ärm (EST)           | 36e              |
| 67               | Samuel Watson (GBR)      | 35e              |

| Intermarché-Wanty-Gobert Matériaux IWG | Intermarché-Wanty-Gobert Matériaux IWG | Intermarché-Wanty-Gobert Matériaux IWG |
| -------------------------------------- | -------------------------------------- | -------------------------------------- |
| Num                                    | Coureur                                | Pos                                    |
| 71                                     | Dimitri Claeys (BEL)                   | 44e                                    |
| 72                                     | Julius Johansen (DEN)                  | 51e                                    |
| 73                                     | Hugo Page (FRA)                        | 16e                                    |
| 74                                     | Adrien Petit (FRA)                     | 3e                                     |
| 76                                     | Taco van der Hoorn (NED)               | 71e                                    |
| 77                                     | Kévin Van Melsen (BEL)                 | 42e                                    |

| Alpecin-Fenix AFC | Alpecin-Fenix AFC              | Alpecin-Fenix AFC |
| ----------------- | ------------------------------ | ----------------- |
| Num               | Coureur                        | Pos               |
| 81                | Dries De Bondt (BEL)           | 2e                |
| 82                | Floris De Tier (BEL)           | AB                |
| 83                | Maurice Ballerstedt (GER)      | 89e               |
| 84                | Guillaume Van Keirsbulck (BEL) | 31e               |
| 85                | Edward Planckaert (BEL)        | AB                |
| 86                | Julien Vermote (BEL)           | AB                |
| 87                | Ayco Bastiaens (BEL)           | 61e               |

| Arkéa-Samsic ARK | Arkéa-Samsic ARK        | Arkéa-Samsic ARK |
| ---------------- | ----------------------- | ---------------- |
| Num              | Coureur                 | Pos              |
| 91               | Dayer Quintana (COL)    | AB               |
| 92               | Amaury Capiot (BEL)     | 7e               |
| 93               | Christophe Noppe (BEL)  | AB               |
| 95               | Markus Pajur (EST)      | 65e              |
| 96               | Benjamin Declercq (BEL) | AB               |
| 97               | Kévin Vauquelin (FRA)   | 25e              |

| Bardiani CSF Faizanè BCF | Bardiani CSF Faizanè BCF     | Bardiani CSF Faizanè BCF |
| ------------------------ | ---------------------------- | ------------------------ |
| Num                      | Coureur                      | Pos                      |
| 101                      | Enrico Battaglin (ITA)       | 67e                      |
| 102                      | Jhonatan Cañaveral (COL)     | 54e                      |
| 103                      | Luca Colnaghi (ITA)          | AB                       |
| 105                      | Alessandro Santaromita (ITA) | AB                       |
| 106                      | Enrico Zanoncello (ITA)      | AB                       |
| 107                      | Samuele Zoccarato (ITA)      | AB                       |

| B&B Hotels-KTM BBK | B&B Hotels-KTM BBK     | B&B Hotels-KTM BBK |
| ------------------ | ---------------------- | ------------------ |
| Num                | Coureur                | Pos                |
| 111                | Pierre Barbier (FRA)   | 4e                 |
| 112                | Jens Debusschere (BEL) | 47e                |
| 113                | Quentin Jauregui (FRA) | 56e                |
| 114                | Jérémy Lecroq (FRA)    | AB                 |
| 115                | Cyril Lemoine (FRA)    | 39e                |
| 116                | Julien Morice (FRA)    | 30e                |
| 117                | Luca Mozzato (ITA)     | 27e                |

| Bingoal Pauwels Sauces WB BWB | Bingoal Pauwels Sauces WB BWB | Bingoal Pauwels Sauces WB BWB |
| ----------------------------- | ----------------------------- | ----------------------------- |
| Num                           | Coureur                       | Pos                           |
| 121                           | Stanisław Aniołkowski (POL)   | 85e                           |
| 122                           | Karl Patrick Lauk (EST)       | 19e                           |
| 123                           | Dimitri Peyskens (BEL)        | 63e                           |
| 124                           | Laurenz Rex (BEL)             | AB                            |
| 125                           | Ludovic Robeet (BEL)          | 62e                           |
| 126                           | Bas Tietema (NED)             | 80e                           |
| 127                           | Tom Wirtgen (LUX)             | 23e                           |

| Sport Vlaanderen-Baloise SVB | Sport Vlaanderen-Baloise SVB | Sport Vlaanderen-Baloise SVB |
| ---------------------------- | ---------------------------- | ---------------------------- |
| Num                          | Coureur                      | Pos                          |
| 131                          | Milan Fretin (BEL)           | 48e                          |
| 132                          | Alex Colman (BEL)            | 88e                          |
| 133                          | Sander De Pestel (BEL)       | AB                           |
| 134                          | Robbe Ghys (BEL)             | 9e                           |
| 135                          | Kenneth Van Rooy (BEL)       | 49e                          |
| 136                          | Ward Vanhoof (BEL)           | 17e                          |
| 137                          | Aaron Verwilst (BEL)         | 68e                          |

| TotalEnergies TEN | TotalEnergies TEN         | TotalEnergies TEN |
| ----------------- | ------------------------- | ----------------- |
| Num               | Coureur                   | Pos               |
| 141               | Niki Terpstra (NED)       | 45e               |
| 142               | Sandy Dujardin (FRA)      | 6e                |
| 143               | Christopher Lawless (GBR) | AB                |
| 144               | Lorrenzo Manzin (FRA)     | AB                |
| 145               | Jérémy Cabot (FRA)        | 90e               |

| Uno-X Pro Cycling Team UXT | Uno-X Pro Cycling Team UXT   | Uno-X Pro Cycling Team UXT |
| -------------------------- | ---------------------------- | -------------------------- |
| Num                        | Coureur                      | Pos                        |
| 151                        | Erik Nordsæter Resell (NOR)  | 55e                        |
| 152                        | Lars Saugstad (NOR)          | 58e                        |
| 153                        | Fredrik Dversnes (NOR)       | AB                         |
| 154                        | William Blume Levy (DEN)     | 13e                        |
| 155                        | Martin Bugge Urianstad (NOR) | 50e                        |
| 156                        | Kristian Kulset (NOR)        | 75e                        |
| 157                        | Iver Skaarseth (NOR)         | 66e                        |

| Go Sport-Roubaix Lille Métropole GRL | Go Sport-Roubaix Lille Métropole GRL | Go Sport-Roubaix Lille Métropole GRL |
| ------------------------------------ | ------------------------------------ | ------------------------------------ |
| Num                                  | Coureur                              | Pos                                  |
| 161                                  | Samuel Leroux (FRA)                  | 8e                                   |
| 163                                  | Tom Mainguenaud (FRA)                | AB                                   |
| 164                                  | Evaldas Šiškevičius (LTU)            | 20e                                  |
| 165                                  | Valentin Tabellion (FRA)             | AB                                   |
| 166                                  | Norman Vahtra (EST)                  | 60e                                  |
| 167                                  | Emiel Vermeulen (BEL)                | AB                                   |

| Nice Métropole Côte d'Azur NMC | Nice Métropole Côte d'Azur NMC | Nice Métropole Côte d'Azur NMC |
| ------------------------------ | ------------------------------ | ------------------------------ |
| Num                            | Coureur                        | Pos                            |
| 171                            | Julien Amadori (FRA)           | AB                             |
| 172                            | Kévin Besson (FRA)             | AB                             |
| 173                            | Édouard Bonnefoix (FRA)        | 87e                            |
| 174                            | Jonathan Couanon (FRA)         | 12e                            |
| 175                            | Tristan Delacroix (FRA)        | 73e                            |
| 176                            | Paul Hennequin (FRA)           | 83e                            |
| 177                            | Maxime Urruty (FRA)            | 22e                            |

| Saint Michel-Auber 93 AUB | Saint Michel-Auber 93 AUB  | Saint Michel-Auber 93 AUB |
| ------------------------- | -------------------------- | ------------------------- |
| Num                       | Coureur                    | Pos                       |
| 181                       | Jason Tesson (FRA)         | 59e                       |
| 182                       | Nicolas Debeaumarché (FRA) | 18e                       |
| 183                       | Flavien Maurelet (FRA)     | 14e                       |
| 184                       | Joris Delbove (FRA)        | 64e                       |
| 185                       | Tony Hurel (FRA)           | AB                        |
| 186                       | Yoann Paillot (FRA)        | 74e                       |
| 187                       | Morne van Niekerk (RSA)    | AB                        |

| Team U Nantes Atlantique 194 | Team U Nantes Atlantique 194  | Team U Nantes Atlantique 194 |
| ---------------------------- | ----------------------------- | ---------------------------- |
| Num                          | Coureur                       | Pos                          |
| 191                          | Léo Danès (FRA)               | 82e                          |
| 192                          | Maël Guégan (FRA)             | 21e                          |
| 193                          | Mathias Le Turnier (FRA)      | AB                           |
| 194                          | Emmanuel Morin (FRA)          | 84e                          |
| 195                          | Tom Paquet (LUX)              | 79e                          |
| 196                          | Florian Richard Andrade (FRA) | AB                           |
| 197                          | Louis Richard (FRA)           | AB                           |